# 吉田浩 (出版プロデューサー)
吉田 浩（よしだ ひろし、1960年12月11日 - ）は、日本の作家、出版プロデューサー、株式会社天才工場の代表取締役社長、NPO法人企画のたまご屋さん会長理事である。代表作として、『本を出したい人の教科書』、『日本村100人の仲間たち』などがある。2012年には本田健の500万部突破記念作品『あなたのお金はどこに消えた?』をプロデュース。講演会や勉強会などで、セミナー講師を行っており、ベストセラー作家である本田健からは、「出版業界のジャイアン」と命名されている。

## 概要
新潟県南魚沼郡六日町（現南魚沼市）生まれ。「本は誰でも出せる!」をモットーに、1,700冊以上の書籍、1,000人以上の著者を世に生み出している出版プロデューサーである。彼がプロデュースした代表書籍として、小池義孝著『ねこ背は治る!』、今野清志著『目は1分でよくなる!』などのベストセラー作品がある。

## 人物
幼少期のころに心室中隔欠損症を患い、医者からは「手術しないと20歳までは生きられない」と宣告される。10歳のころに手術をしたが、運動が苦手で、本だけが友達であった。徐々に作家への夢が膨らみ、『ぼくは王さま』シリーズの寺村輝夫に弟子入りする。
財団法人ふるさと情報センター主任研究員を経て、1999年に編集プロダクション（有）天才工場を設立。2004年にNPO法人『企画のたまご屋さん』を設立。2005年には早稲田大学のオープンカレッジ講師に就任。『動物キャラナビ』（日本文芸社）累計83万部、『低インシュリンダイエット』（新星出版）累計72万部、『日本村100人の仲間たち』45万部、等のベストセラーを世に送り出す。年間100冊以上の書籍を作り、出版業界に貢献。
童話では月刊絵本を200誌以上上梓。『秘密の13時村』（偕成社）処女作、『もし、20世紀が1年だったら』（廣済堂出版）、『おさかなパラダイス』（全日出版）、『カラスを盗め』（KKベストセラーズ）、『タマちゃーん』（KKロングセラーズ）などがある。童話の解説書として、『「星の王子様」の謎が解けた』（二見書房）、『指輪物語～その旅を最高に愉しむ本～』（三笠書房）、『人生の時間銀行』(扶桑社)等多数。

## 活動
- 1989年 - リクルート『天才塾』発足（主催：リクルート新規事業開発）
- 1991年 - 企画グループ『天才工場』発足（初代工場長：マッドアマノ）
- 1999年 - 有限会社『天才工場』設立（代表取締役：吉田浩）
- 2004年 - 『NPO法人 企画のたまご屋さん』発足……（理事長：吉田浩／副理事長：中本千晶）[2]
日本中の著者と企画を発掘し、日本中の出版社に売り込む[3]。
- 2004年 - 東大・早慶ベストセラー出版会『PICASO』立上げに協力（初代代表:大隅亮）
- 2005年 - 『出版甲子園』の協賛と開催……(初代実行委員長:多田恵美)
日本中の大学生から出版企画を集め、日本中の編集者にプレゼン。
- 2005年 - 出版セミナー『出版道場』スタート
講師は、出版プロデューサー、ベストセラー作家、編集者など。
- 2006年 - 『マンガ工場』発足……（工場長・おかのきんや）
マンガ家・イラストレーターとともにマンガ制作および広告制作を行なう。
- 2006年 - 『でじたまプロジェクト』発足……（でじたる書房と業務提携）
電子書籍6,000冊を日本中の出版社に売り込む。
- 2007年 - 株式会社『天才工場』に組織変更。

## 出演
テレビ朝日
- 『ワイド!スクランブル』
- 『サタデースクランブル』
- 『やじうまプラス』
- 『スーパーJチャンネル』

TBS
- 『情報7days ニュースキャスター』
- 『サンデージャポン』
- 『ピンポン!』
- 『2時っチャオ!』
- 『嵐にしやがれ』2017.5.27

日本テレビ
- 『スッキリ!!』
- 『真相報道 バンキシャ!』

フジテレビ
- 『FNNスーパーニュース』

NHK
- 『首都圏ネットワーク』2010.3.3

AbemaTV
- 『AbemaNews』2017.2.17
- 『AbemaWaveサタデーナイト』2017.2.18

BS日テレ
- 『久米宏のニッポン百年物語　ベストセラーの100年～出版プロデューサー吉田浩～』2014.12.28

FM浦和
- 『アフタヌーンプラザ～埼玉発元気印カンパニー～』ラジオ出演 2011.11.16

FM79.2MHz
- 『ナイスクサテライト～「本を出したい人の教科書一周年記念」～』2015.4.10